# I Can't Stop Drinking About You
«I Can't Stop Drinking About You» — дебютний сольний сингл американської співачки Бібі Рекси. Він також став першим синглом з її першого мініальбому I Don't Wanna Grow Up, який вийшов у травні 2015, із реміксом пісні від The Chainsmokers , що з'явився як японський бонус-трек на її очікуванні на дебютний альбом 2018 року Expectations. Пісня розповідає про те, що співачка обробляє її смуток і гнів за розрив через пияцтво. Пісня отримала позитивні відгуки, причому багато критиків відзначили вокал Рекси і інструментальну роль на треку. Трек не увійшов до американського Billboard Hot 100, та досягнув 15-го місця у чарті Bubbling Under, яка служить 25-піснями квазі-розширень до Hot 100. У США продано понад 110 000 примірників пісні.

## Чарти
| Чарт (2014)                                    | Найвища позиція |
| ---------------------------------------------- | --------------- |
| США Bubbling Under Hot 100 Singles (Billboard) | 15              |
| США (Hot Dance Airplay) (Billboard)            | 12              |
| США (Mainstream Top 40) (Billboard)            | 31              |